# 開放天空
開放天空是一項民用航空政策，旨在減低政府對航空政策的干預，消除國內或國與國間飛航的經營限制、或者降低航空公司的成立門檻，來營造自由的航空營商環境。美國在1979年實施開放天空政策後，航空公司紛紛成立，旅客有更多的選擇。此後美國向各國積極推行開放天空。